# Амін Атуші
Амін Атуші (араб. أمين عطوشي, нар. 1 липня 1992) — марокканський футболіст, захисник національної збірної Марокко та клубу «Відад» (Касабланка).

## Клубна кар'єра
У дорослому футболі дебютував 2011 року виступами за команду клубу «Відад» (Касабланка), кольори якої захищає й донині.

## Виступи за збірну
2017 року дебютував в офіційних матчах у складі національної збірної Марокко.
У складі збірної був учасником Кубка африканських націй 2017 року у Габоні.